# Любов в окови
Любов в окови (на украински: Кріпосна и на руски: Крепостная) е украински рускоезичен сериал, създаден от Тала Пристаецка, режисиран от Феликс Герчиков, Макс Литвинов и Алексей Есаков и продуциран от Наталия Никифорова и Андрей Ризванюк.
Сюжетът разказва за приключенията на украинската крепостна Катерина, която се бори за свобода през 19 век в Нежин. Руската актриса Катерина Ковалчук (сезони 1-2) и Соня Прис (сезон 3) изиграват ролята на главната героиня – крепостната Катерина Вербицка.

## Сюжет
Действието се развива през 1856 г. в Черниговска губерния на Руската империя (територия на днешна Украйна), близо до град Нижин, а също и в Киев. В тези времена, преди реформата на избирателното право, селяните нямат лична свобода, тоест те са обект на робство. Така сериалът разказва историята на една крепостна селянка Катерина Вербицка (собственост на най-богатия земевладелец в Нижин Петър Червински), която не изглежда и не се държи като селянка, тъй като има безупречни маниери, научила е няколко чужди езика, свири на пиано и дори рисува. Това се случва благодарение на нейната кръстница, благородничката Анна Червинска (съпругата на Червински), която отглежда Катерина от дете. По този начин главната героиня на сериала неволно се озовава на границата на два свята: благородници и интелектуалци от една страна и затворени крепостни селяни, превърнати от руските власти в материална собственост, от друга.
От своя страна Катерина е влюбена в благородника Алексей Косач, но тази връзка е възпрепятствана, защото принадлежат към много различни социални класи. По тази причина Червински е крайно недоволен. Така, от любов и желание за свобода, крепостната ще трябва да преживее смъртта на близките си, да не бъде увлечена от паниката на народното въстание, да избяга от робството, да защити честта си или да се скита из мрежата от публични домове в Киев.

## Актьори
- Катерина Ковалчик – Катерина Степановна Вербицка (сезони 1-2)
- Соня Прис – Катерина Степановна Вербицка (сезон 3)
- Алексей Яровенко – Алексей Фьодорович Косач
- Ксения Мишина – Лидия Ивановна Шефер
- Станислав Боклан – Пьотър Иванович Червински
- Юлия Ауг – Анна Лвовна Червинска
- Олга Сумска – София Станиславовна Косач
- Марк Дробот – Николай Александрович Дорошенко
- Олеся Жураковска – Павлина
- Михаил Гаврилов – Григорий Петрович Червински
- Сергей Озиряни – Александър Дорошенко
- Анна Сагайдачна – Наталия Александровна Дорошенко
- Алина Коваленко – Олга Платоновна Родзевич
- Наталка Денисенко – Лариса Викторовна Яхонтова
- Максим Радугин – Андрей Андреевич Жадан
- Оксана Воронина – майката на Афанасий
- Слава Красовска – Галина
- Игор Гнездилов – Яков
- Наталия Васко – Мадам Макарова
- Фатима Хорбенко – Елена Коренева
- Дария Легейда – Василинка

## Премиера
Премиерата на „Любов в окови“ е на 25 февруари 2019 г. по украинския канал СТБ.
| Сезон | Сезон | Епизоди            | Излъчване                  |
| ----- | ----- | ------------------ | -------------------------- |
|       | 1     | 1–24 (24 епизода)  | 25 февруари – 14 март 2019 |
|       | 2     | 25–48 (24 епизода) | 3–30 август 2019           |
|       | 3     | 49–72 (24 епизода) | 1–18 ноември 2021          |
|       | 4     | 73–96 (24 епизода) | 2023/2024                  |

## Отзиви
Сериалът получава отрицателни отзиви от украински филмови критици – по-специално, критик от телевизионен канал 24 разкритикува сериала, че е на руски език и подчертава абсурдността на посланието на създателите, че „преди 100 години в Украйна никой не е говорил украински“. Също така, заради факта, че диалозите са на руски, сериалът е критикуван от украинските зрители още преди излъчването си, когато се появява първият трейлър и става ясно, че в целия сериал, създаден в Украйна, се говори на този език.

## В България
Премиерата на сериала в България е на 13 септември 2022 г. от 20:30 ч. по БНТ 2. На 5 октомври 2023 г. започва по БНТ 1 с разписание от понеделник до четвъртък от 22:00 ч. Показани са първите два сезона. Трети сезон тръгва на 12 март 2024 г. със същото разписание и приключва на 25 април. Последният четвърти сезон стартира на 29 април отново със същото разписание, но е прекъснат заради началото на Европейското първенство по футбол. Довършен е от 15 юли до 1 август с ново разписание - от понеделник до четвъртък от 23:30 ч. Дублажът е на студио Медиа Линк. Ролите се озвучават от артистите Христина Ибришимова, Петя Абаджиева, Златина Тасева, Илиян Пенев и Владимир Колев.